# Code Mc Callum
Code McCallum est une série de bande dessinée française de science-fiction.
- Scénario : Fred Duval
- Dessin et couleurs : Didier Cassegrain

## Synopsis
Paris, 2047. Carmen Mc Callum arrive, accompagnée de son mari, à une soirée chic au cours de laquelle se déroulera un événement plus que mystérieux. Que s'est-il réellement passé ? Comment en est-on arrivé là ? Pour répondre à ces questions, il faut remonter sept années en arrière.
Londres, 2040. Deux journalistes préparent la couverture d'un événement historique : un traité de paix conclu entre l'association des entreprises multicontinentales et l' IRA recomposée (Irish Republican Army), sous l'égide de la couronne britannique et de l'ONU...

## Albums
Les dates de parution sont suivies des chiffres de ventes cumulés librairies/grandes surfaces en France (source : edistat.com Panel Tite-Live - Consulté le 30 juin 2008)
1. Londres (2006) (5 500+, 600+ en pack avec Carmen Mc Callum T1)
2. Spectre (2007) (4 700+)
3. Exil (2008) (3 000+)
4. Jungles (2009)
5. Mercenaire (2009)

## Publication

### Éditeurs
- Delcourt (Collection Neopolis) : tomes 1 à 5 (première édition des tomes 1 à 5)